# Demokratische Bewegung (Deutschland)

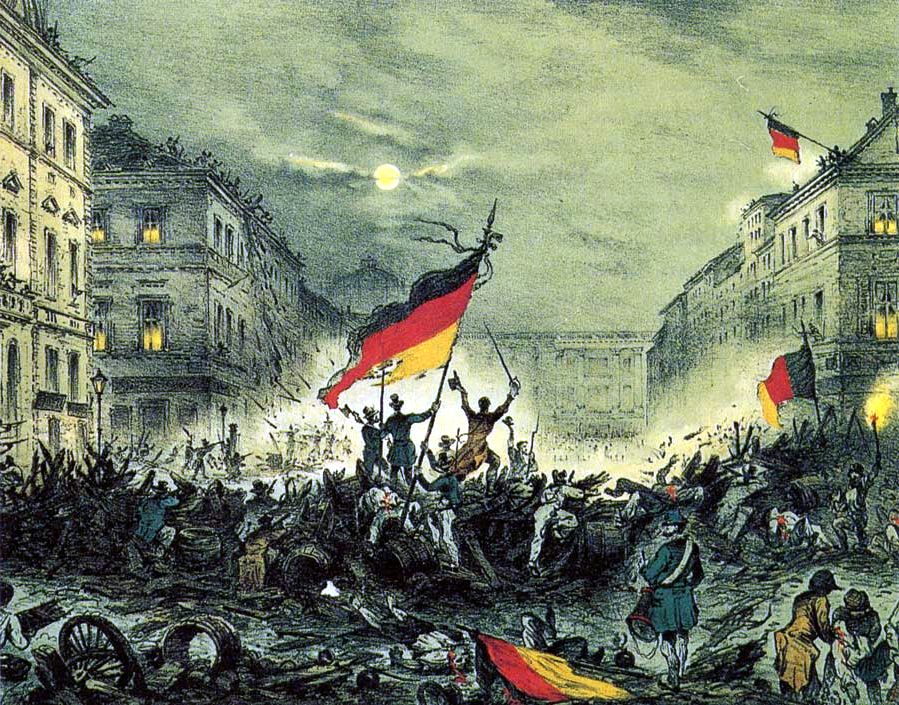
Jubelnde Märzrevolutionäre nach Barrikadenkämpfen am 18. März 1848 in der Breiten Straße in Berlin, im Hintergrund das Berliner Schloss. Sie schwenken schwarz-rot-goldene Fahnen.

Die demokratische Bewegung im Gebiet des Deutschen Bundes entwickelte sich im Vormärz aus dem Liberalismus. Teilweise wird die Bewegung in dieser Zeit auch als vormärzlicher oder bürgerlicher Radikalismus bezeichnet. Die Grenzen gegenüber dem Liberalismus und teilweise auch gegenüber der entstehenden Arbeiterbewegung blieben lange Zeit unscharf.
Die demokratische Bewegung erlebte während der Revolution von 1848/49 ihren Höhepunkt. Danach wurden ihre Strukturen von der Reaktionspolitik in den meisten Bundesstaaten zerschlagen. Am besten konnten sich die Demokraten im Südwesten halten oder erholen. Dort entstand in den 1860er Jahren die Demokratische Volkspartei. In Preußen gingen die Demokraten in der Fortschrittspartei auf. Mit Schwerpunkt in Sachsen gab es auch Traditionslinien zur sozialdemokratischen Arbeiterbewegung.

## Vorläufer
Nur schwache Traditionslinien verbanden die demokratische Bewegung mit dem Jakobinismus und den Deutschen Jakobinern aus der Zeit der französischen Revolution, wie er in Deutschland etwa in der Mainzer Republik zu Tage getreten war. Vielmehr entwickelten sich die Demokraten aus dem Liberalismus. Obwohl sich im Vormärz deutliche Unterschiede ausbildeten, gab es weiterhin enge Beziehungen zwischen den beiden politischen Strömungen. So war die Anhängerschaft bis in das Jahr 1848 hinein vielfach an keine der beiden Seiten fest gebunden. Gemeinsam war auch die Gegnerschaft gegenüber der Restaurationspolitik der Regierungen. Auch die Obrigkeit sah in den Demokraten im Vormärz zumeist nur den radikalen Teil einer umfassenden „Partei der Bewegung.“

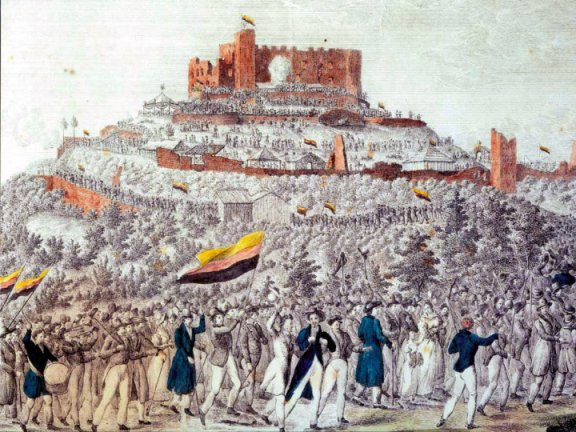
Das Hambacher Fest von 1832

Ideologische Vorläufer der Demokraten fanden sich kurz nach den Befreiungskriegen und zu Beginn der Restaurationsära insbesondere unter Vertretern der Nationalstaatsbewegung. Dazu zählten: Ernst Moritz Arndt, Joseph Görres, Friedrich Ludwig Jahn oder die politisch radikaleren Teile der Burschenschaften.

## Anfänge in den 1830er-Jahren
Die eigentlichen Anfänge der demokratischen Bewegung lagen in den 1830er Jahren. In dieser Zeit begannen erste organisatorische Ansätze. Zu den Vorläufern gehörten auch die Polenvereine zur Unterstützung der Aufständischen des polnischen Novemberaufstandes. Die Verhandlungen des bayerischen Landtages hatten 1831 auf der linken Seite der Liberalen zu Enttäuschungen über die gemäßigte Mehrheit der Liberalen geführt. Ihnen warf die Linke ein zu starkes Taktieren und eine zu große Kompromissbereitschaft vor. Überzeugt davon, dass die parlamentarische Betätigung unter den Bedingungen der Restaurationspolitik kaum grundlegende Veränderungen zulassen würde, setzten die Linken verstärkt auf den außerparlamentarischen Bereich. Insbesondere Abgeordnete aus der bayerischen Pfalz gründeten 1832 in Anschluss an ein Festessen zu Ehren des Abgeordneten Friedrich Schüler den Preß- und Vaterlandsverein. Diesem schlossen sich in kurzer Zeit zahlreiche Ortsvereine aus verschiedenen Staaten des Deutschen Bundes an. Schwerpunkte waren solche Länder, in denen es heftige soziale und politische Konflikte gab. Neben der Pfalz waren dies Hessen, Hannover, Braunschweig und Sachsen. Ziel war die Wiedergeburt Deutschlands und die Organisation Europas „im demokratischen Sinne und auf gesetzmäßigen Wege.“ Die meisten führenden Vertreter setzten auf einen deutschen republikanischen Einheitsstaat.
Allerdings bestanden teilweise deutliche Unterschiede über den einzuschlagenden Weg. Georg August Wirth und Philipp Jakob Siebenpfeiffer sprachen vor allem die gebildete Oberschicht an und setzten auf eine Veränderung des Bewusstseins, dem sich die politische Realität mit der Zeit anpassen würde. Schüler und seine Anhänger setzten auf direkte Aktionen und wandten sich vornehmlich an einfachere Bevölkerungsgruppen. Tatsächlich waren in den Preß- und Vaterlandsvereinen v. a. Handwerker und andere kleinbürgerliche Existenzen vertreten. Den Ton gaben aber Mitglieder des gebildeten Bürgertums an. Vor seinem Verbot konnte der Preß- und Vaterlandsverein 1832 noch das Hambacher Fest  organisieren. In diesen Zusammenhang gehört auch der Frankfurter Wachensturm von 1833. Auch der hessische Landbote von Georg Büchner war mit der revolutionären Bewegung zu Beginn der 1830er Jahre verbunden. Der Deutsche Bund antwortete auf diese Herausforderung mit einer Verschärfung der Repression.

## Vormärz

### Entwicklung
Von anderer Seite bekam die Bewegung etwa seit 1835 neue Impulse. Diese gingen von den Linkshegelianern, den politisch orientierten Schriftstellern und unter diesen insbesondere von den Lyrikern sowie von radikalen volkstümlichen Politikern aus. Zu den dem Radikalismus nahestehenden Literaten zählten Autoren wie Ferdinand Freiligrath und Georg Herwegh.
Insbesondere in der Emigration in der Schweiz und in Frankreich entstanden in den 1830er Jahren zahlreiche Vereine. Diese waren wichtig als Kommunikationsnetz der entstehenden demokratischen Bewegung. Der spätere Bund der Geächteten in Paris etwa entwickelte sich aus einem landsmannschaftlichen Zusammenschluss von Handwerkern, über eine Gliederung des Preß- und Vaterlandsvereins zu einem konspirativen Geheimbund. Dieser vertrat zunehmend frühsozialistische Ansichten. Das von Julius Fröbel in der Schweiz betriebene „Literarische Comptoir“ veröffentlichte allein zwischen 1840 und 1845 100 Titel im Sinne des vormärzlichen Radikalismus.

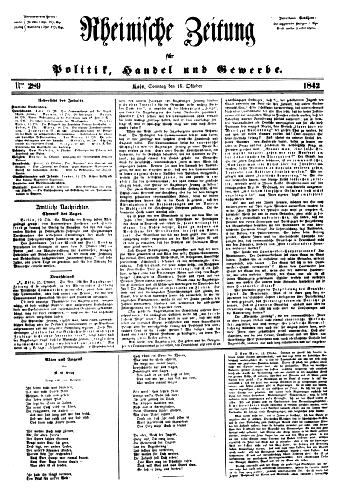
Die Rheinische Zeitung war ein wichtiges Sprachrohr des vormärzlichen Radikalismus

Hauptorgan des linkshegelianisch ausgerichteten Radikalismus waren die von Arnold Ruge herausgegebenen Hallische Jahrbücher seit 1838. Daraus gingen die Deutschen Jahrbücher und schließlich die Deutsch-Französischen Jahrbücher hervor. Um diese sammelte sich ein Kreis radikaler Intellektueller, unter ihnen Bruno Bauer oder Karl Marx. Dem standen andere wie Julius Fröbel nahe. In den Zusammenhang des aus den linkhegelianischen Kreisen hervorgegangenen Intellektuellenradikalismus gehörte auch die von Karl Marx stark geprägte kurzlebige Rheinische Zeitung.
Zu den führenden Politikern einer populistischen demokratischen Bewegung in Deutschland gehörte Robert Blum, der seit 1840 zum Organisator der Demokraten in Sachsen wurde. Hinzu kommen Gustav Struve und Friedrich Hecker. Unter Leitung der beiden letzteren begann sich die demokratische Bewegung als eigenständige politische Kraft in Baden seit 1847 zu entwickeln. Von Bedeutung war im Südwesten auch Lorenz Brentano. In Breslau zählten dazu August Heinrich Simon, in Bonn Gottfried Kinkel, in Berlin Adolf Glasbrenner oder Friedrich Wilhelm Held, in Königsberg Johann Jacoby.
Es gab viele Verbindungen der Demokraten mit den religiösen Oppositionsbewegungen der Lichtfreunde und der Deutschkatholiken.

### Programmatik

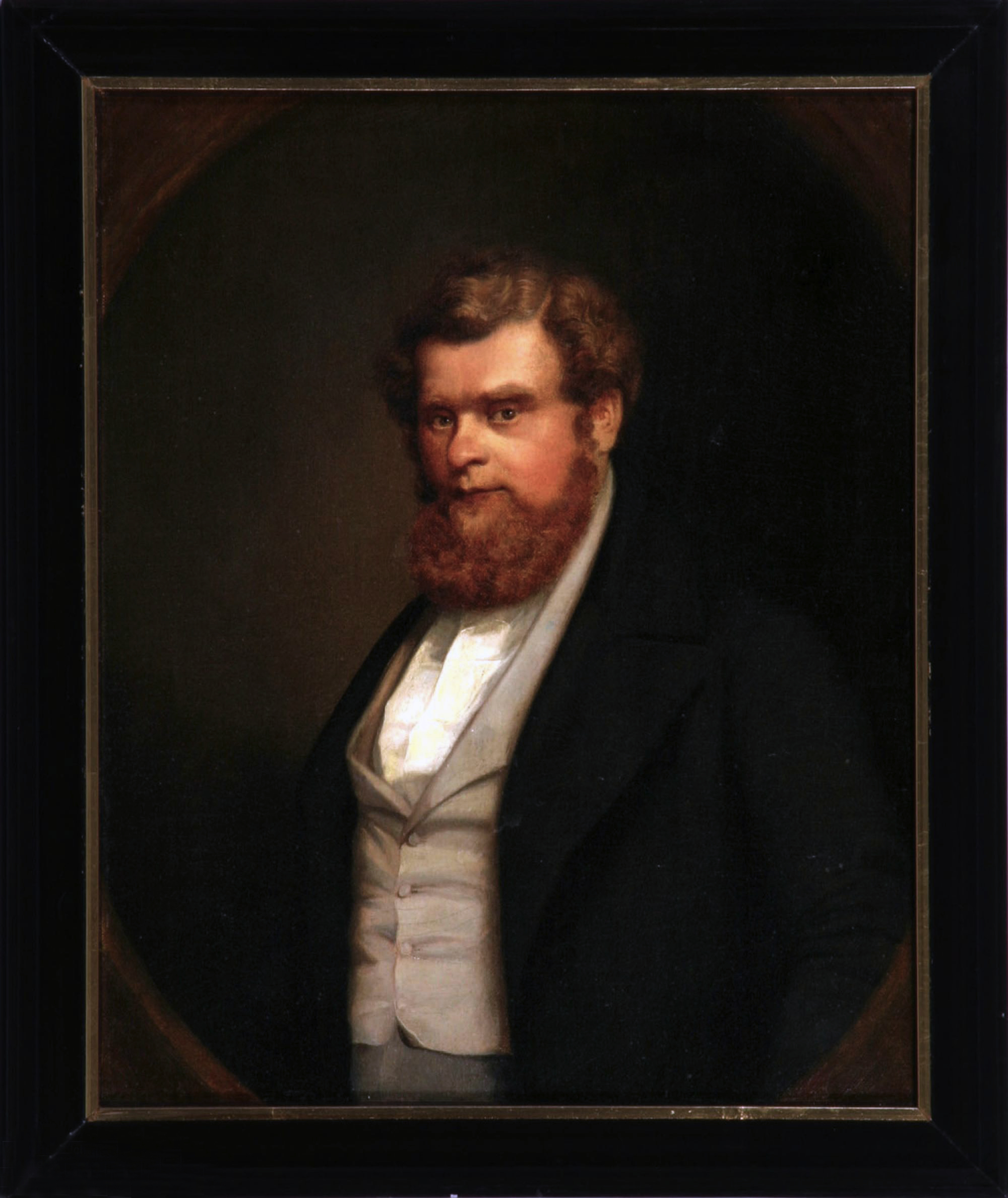
Robert Blum war einer der populärsten Vertreter der demokratischen Bewegung im Vormärz und der Revolution von 1848 (Gemälde von August Hunger, zwischen 1845 und 1848)

Am 12. September 1847 kam es in Offenburg zu einer Volksversammlung. Auf dieser wurde mit dem „Offenburger Programm“ erstmals ein Programm beschlossen, wie es für Parteien danach üblich wurde. Die Liberalen zogen kurze Zeit später mit dem „Heppenheimer Programm“ nach. 
Nach wie vor gab es viele Gemeinsamkeiten. Aber es existierten auch erhebliche Unterschiede. So verlangten die Demokraten statt der bisherigen stehenden (Berufs-)Heere die allgemeine Wehrpflicht. Statt des von den Liberalen befürworteten Zensuswahlrechts strebten die Demokraten das allgemeine und gleiche Wahlrecht an. Neben den verfassungspolitischen standen auch gesellschaftspolitische Ziele. Mit sozialreformerischer Zielsetzung verlangten die Demokraten die Schaffung gleicher Bildungschancen für alle, eine progressive Einkommensteuer und noch einen Ausgleich des „Missverständnisses zwischen Kapital und Arbeit.“
Von zentraler Bedeutung waren aber die staatsrechtlichen Ziele. Die Demokraten gingen vom Prinzip der Volkssouveränität aus. Damit stellten sie das monarchische Prinzip und das Gottesgnadentum radikal in Frage. In einem zukünftigen Nationalstaat sollten Volkswille und Staatswille eins werden. Die Demokraten sahen die Monarchie als überholt an und plädierten für eine republikanische Staatsform. Dagegen setzten die Liberalen meist auf die konstitutionelle Monarchie. Nach Vorstellungen der Demokraten sollte das Parlament als Verkörperung der Volkssouveränität im Zentrum stehen. Es sollte die Gesetze beschließen und die Regierung kontrollieren. Es sollte statt der damals überwiegenden Zweikammerparlamente ein Einkammerparlament entstehen. Auf Basis parlamentarischer Mehrheiten sollte eine der Volksvertretung gegenüber verantwortliche Regierung gebildet werden. Die Demokraten verlangten einen deutschen Einheitsstaat, während die Liberalen die deutschen Einzelstaaten nicht abschaffen wollten. 

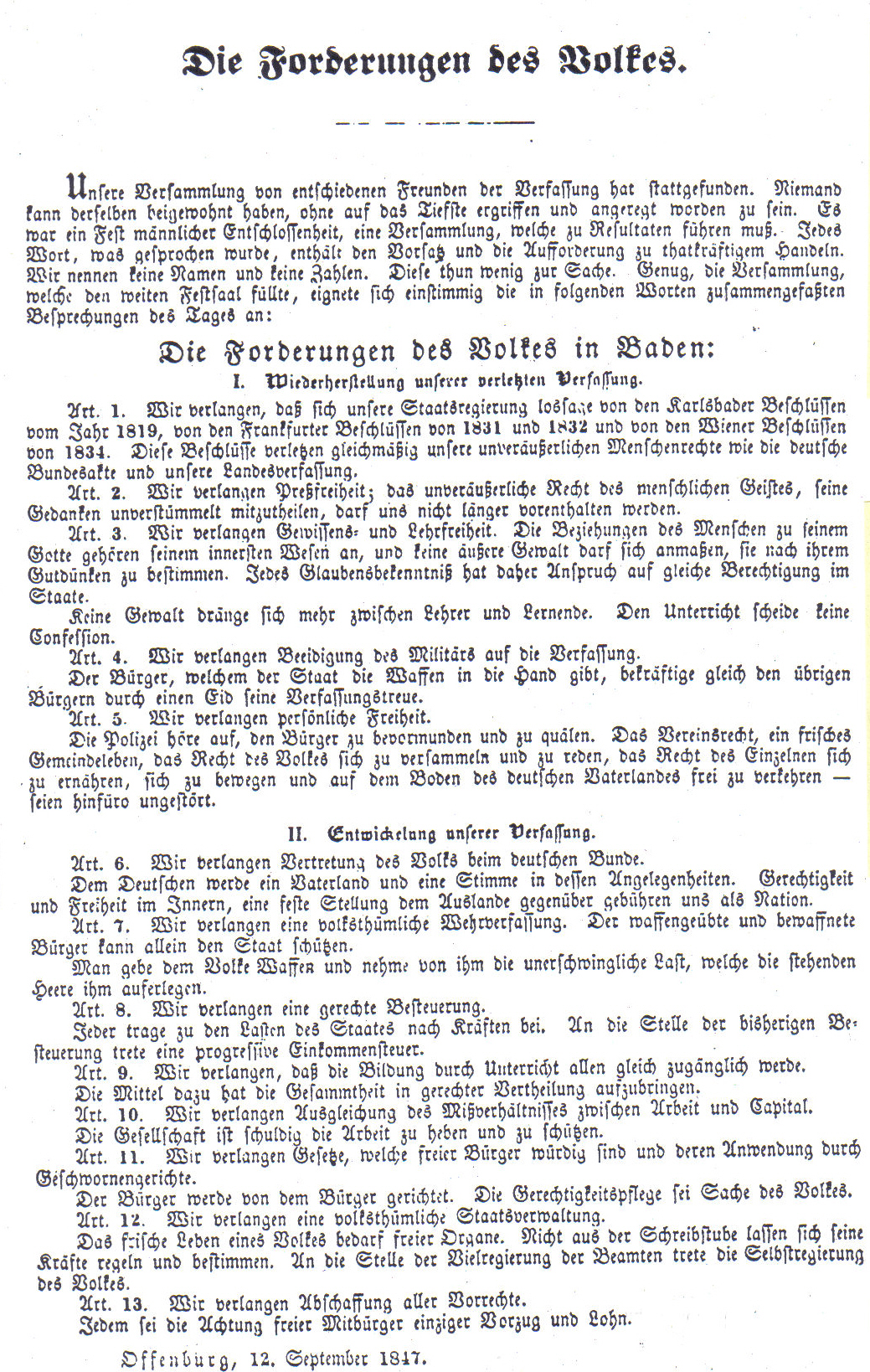
Forderungen des Volkes in Baden, Flugblatt von 1847

Während die Liberalen eher historisch-evolutionär dachten, waren die Demokraten stärker theoretisch und revolutionär eingestellt. Vor großer Bedeutung auch im Gegensatz zum Liberalismus war die Betonung der Egalität. Ähnlich wie weite Teile des frühen Liberalismus erhofften sich die Demokraten eine Gesellschaft kleiner selbständiger Existenzen. Das Eigentumsrecht wurde dabei grundsätzlich nicht in Frage gestellt. Allerdings sahen sie große Besitzunterschiede als eine Gefahr für die politische Gleichheit. Während die Liberalen eher auf Bildungsbürger und Besitzende als berufene Vertreter des Volkes setzten, sahen die Demokraten auch Handwerker, Händler oder Kleinbauern als Basis des politischen Volkes an.
Während die Liberalen soziale Unterschiede in Besitz und Bildung auf Talent und Leistung zurückführten, sahen die Demokraten darin auch eine Folge der gesellschaftlichen Machtverhältnisse. Die soziale Ungleichheit völlig abzuschaffen, strebten die Demokraten nicht an, aber sie sollte etwa durch eine gerechtere Steuerpolitik oder einen besseren Zugang zur Bildung begrenzt werden. Die Radikalen setzten im Vormärz weniger auf eine evolutionäre Entwicklung und waren gegen Kompromisse. Sie waren zum Konflikt und teilweise auch zur Revolution bereit. Die Demokraten richteten sich nicht nur gegen das politische System, sondern auch gegen die konstitutionellen Liberalen. In diesen sah man die „Halben“, während die Radikalen sich als die „Ganzen“ sahen.

### Politische Basis
Auf Basis des skizzierten Programms gelang es den Demokraten tatsächlich, während der Revolution von 1848 einen Massenanhang zu gewinnen. Dazu zählten Bauern in einigen derjenigen Gebiete, in denen es noch Reste feudaler Abhängigkeit gab, etwa in Baden oder in Schlesien. Auch kleine Händler, Handwerker und Kleinfabrikanten, aber auch Mitglieder aus nichtprivilegierten Bildungsberufen, wie Anwälte, Volksschullehrer oder Journalisten, zählten vielfach zu den Anhängern der Demokraten. Da es eine Arbeiterbewegung noch so gut wie gar nicht gab, gehörten auch die Arbeiter zu den Anhängern der Demokraten während der Revolution, insbesondere dann wenn sie aus der Handwerkerschaft hervorgegangen waren. Als während der Revolution mit der Arbeiterverbrüderung eine eigenständige Arbeiterorganisation entstand, gehörten ihre Mitglieder meist auch den demokratischen Vereinen an.

## Revolution von 1848/49

### Revolutionsbeginn
Zu Beginn der Revolution von 1848 agierten Demokraten und Liberale vielfach noch gemeinsam. So traten auf der großen Volksversammlung am 27. Februar 1848 in Mannheim sowohl der Liberale Karl Mathy wie auch der Radikale Friedrich Hecker auf. Einberufen wurde sie von Gustav Struve. Die Versammlung beschloss ein Programm, das deutlich demokratische Züge trug. Es ging nicht mehr um die Änderung einzelner Gesetze, sondern stellte die Machtverhältnisse insgesamt in Frage. Ähnlich war es auch in anderen Städten. Daraus gingen die Märzforderungen hervor. Besonders radikal beeinflusst war die Bewegung in Wien. Fast überall musste die Staatsmacht schließlich vor dem Druck der revolutionären Bewegung zurückweichen. Sie versuchte mit den gemäßigt liberalen Märzregierungen, den Druck zu verringern.
Führende Oppositionspolitiker trafen sich am 5. März 1848 in Heidelberg. Dabei kam der Gegensatz zwischen Demokraten und Liberalen deutlich zum Ausdruck. Hecker und Struve plädierten für die Republik und das Recht einer Nationalversammlung, allein über die künftige Verfassung zu bestimmen. Liberale wie Heinrich von Gagern setzten auf die konstitutionelle Monarchie und wollten sich eine Vereinbarung der Verfassung mit den Ländern zumindest offen halten. Auch im Vorparlament stießen die Gegensätze erneut aufeinander. Gustav Struve forderte in seinem Antrag vom 31. März „Aufhebung der erblichen Monarchie (Einherrschaft) und Ersetzung derselben durch frei gewählte Parlamente, an deren Spitze frei gewählte Präsidenten stehen, alle vereint in der föderativen Bundesverfassung nach dem Muster der nordamerikanischen Freistaaten.“ Gleichzeitig fasste der Antrag auch den sonstigen Forderungskatalog der Demokraten zusammen. Es gelang den Liberalen, ein Ultimatum an die Bundesversammlung in eine reine Deklaration abzumildern. Daraufhin verließen die Radikalen um Hecker zeitweilig die Versammlung. Die gemäßigten Demokraten um Robert Blum blieben. Bei der Wahl des Fünfzigerausschusses wurde von den Radikalen niemand gewählt, während die gemäßigten Demokraten neben den Liberalen vertreten waren.

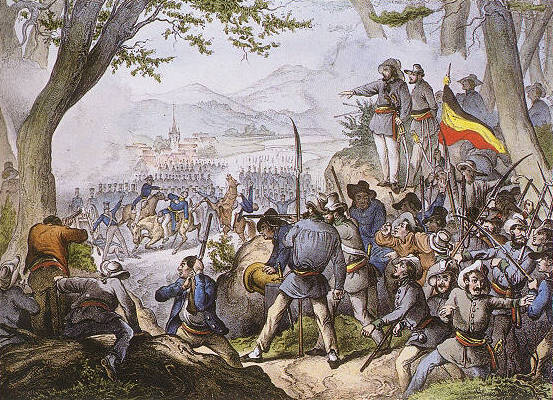
Tod des Generals von Gagern in der „Schlacht bei Kandern“, die den Heckerzug beendete. Die Lithographie zeigt die Schlacht aus der Perspektive der Revolutionäre.

Die Radikalen setzten auf ein außerparlamentarisches Weitertreiben der Revolution. Am 12. April 1848 rief Hecker in Konstanz eine provisorische Regierung aus. Gestützt auf 6000 Mann zog er nach Freiburg. Der Heckerzug wurde aber schon am 20. April 1848 durch Regierungstruppen beendet. Gemäßigte Demokraten sahen in der Aktion eine Diskreditierung der demokratischen Bewegung insgesamt.

### Organisationsentwicklung
Die Demokraten bauten während der Revolution von 1848 ein dichtes Organisationsnetz auf. Es entstanden zahlreiche Volksvereine, Demokratische Vereine oder in Sachsen Vaterlandsvereine. Zu einem ersten Zusammenschluss kam es bereits am 19. März 1848 in Offenburg. Die dort zusammengeschlossenen Vereine standen uneingeschränkt auf dem Boden der Märzforderungen, bekannten sich zu den Nationalversammlungen in Frankfurt, Berlin und Wien. Sie forderten eine gesetzlich stark eingeschränkte Monarchie oder eine Republik. 
Ein erster Demokratenkongress fand zwischen dem 14. und 17. Juni 1848 in Frankfurt statt. Daran nahmen 234 Delegierte von 89 Vereinen teil. Vorsitzender der Versammlung war Julius Fröbel. Weitere Teilnehmer waren unter anderem Ludwig Feuerbach, Johannes Ronge, Andreas Gottschalk, Ferdinand Freiligrath oder Ludwig Bamberger. Es wurde ein Zentralausschuss zur Koordination des Vereinswesens gewählt. Angeschlossen waren allein aus Preußen 250 und auch Sachsen 100 Vereine. Ein zweiter Kongress fand zwischen dem 26. und 31. Oktober 1848 in Berlin statt. Vertreten waren 234 Delegierte und 260 Vereine.
Nach dem Beginn der Gegenrevolution in Berlin am 12. November 1848 wurde noch am selben Tag der Centralmärzverein als Dachverband aller demokratischen Vereine durch Abgeordnete der Frankfurter Nationalversammlung gegründet. Innerhalb kürzester Zeit entwickelte dieser sich zur größten Massenbewegung während der Revolutionszeit. Im März 1849 umfasste der Verband 950 Vereine mit mehr als einer halben Million Mitglieder. Neben demokratischen Vereinen im engeren Sinn gehörten auch die schlesischen Rustikalvereine, die sächsischen Vaterlandsvereine und die württembergischen Volksvereine dazu. Verbunden war der Centralmärzverein auch mit Unterstützern aus dem Bereich der Arbeiter-, Schützen-, Sänger- und Turnvereine.

### Demokraten in den Parlamenten

#### Preußische Nationalversammlung
In der preußischen Nationalversammlung waren Demokraten und linke Liberale stark vertreten. Johann Jacoby, Benedikt Waldeck und andere waren dort führende Politiker. Die Durchsetzungsfähigkeit der Linken zeigte sich, als es ihnen gelang, für die Umarbeitung des von der Regierung vorgelegten Verfassungsentwurfs die Charte Waldeck eine Mehrheit zu erhalten. Es gelang auch, Beschlüsse zur Abschaffung des Adels, Titel und Ehrenzeichen und der Formel vom Gottesgnadentum des Monarchen durchzusetzen.

#### Frankfurter Nationalversammlung

##### Fraktionsbildung

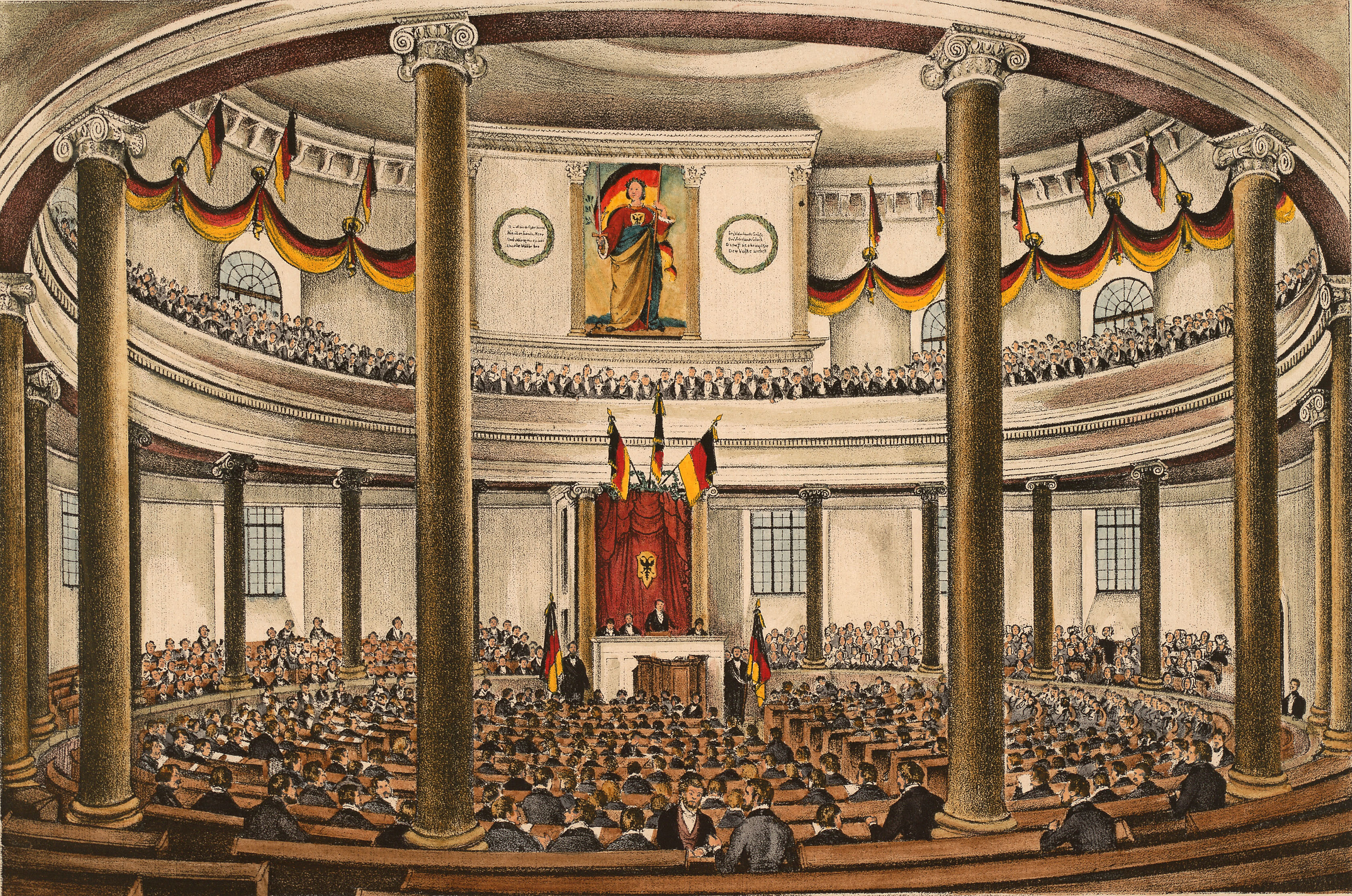
Die Nationalversammlung in der Paulskirche

Von den Demokraten insbesondere von Arnold Ruge ging in der Frankfurter Nationalversammlung die Initiative aus, die Fraktionen zu legalisieren. Diese Zusammenschlüsse bilden seither einen Kernbestandteil des parlamentarischen Lebens in Deutschland.
In der Versammlung war der Deutsche Hof die wichtigste Fraktion der Linken. Geführt wurde sie durch Robert Blum bis zu dessen Erschießung in Wien am 9. November 1848. In ihrem Programm bekannte sich der Deutsche Hof zur Souveränität der Nationalversammlung, forderte eine parlamentarische Regierungsform und war zentralstaatlich orientiert. Im September 1848 spaltete sich vom Deutschen Hof eine Gruppe ab und schloss sich mit einigen Mitgliedern des Württemberger Hofes, als Vertretung des linken Flügels des Liberalismus, zur Fraktion Westendhall zusammen. Diese brach aber zu Beginn des Jahres 1849 am Gegensatz vom Klein- und Großdeutschen auseinander. Im Oktober 1848 spaltete sich vom Deutschen Hof auch die kleine Fraktion des Nürnberger Hofes ab.
Die bedeutendste Abspaltung vom Deutschen Hof erfolgte bald nach deren Gründung. In der Fraktion Donnersberg sammelten sich die entschiedenen und revolutionären Linken. Ihre Leitbilder waren Hecker und Struve, die beide dem Parlament nicht angehörten. Zeitweise erwog die Fraktion, die Revolution von außen weiter zu treiben, gab dies aber bald wieder auf. Sie versuchte mit allen Mitteln, etwa mit Hilfe der Obstruktion, Kompromisse bei der Reichsverfassung zu verhindern. Abgeordnete aus ihren Reihen waren am Frankfurter Septemberaufstand 1848 und am badisch-pfälzischen Aufstand im Mai 1849 beteiligt. Es war die Fraktion Donnersberg, die besonders die Verbindung mit dem außerparlamentarischen demokratischen Organisationswesen aufrechterhielt.

##### Parlamentarische Positionen
Erste Konflikte zwischen Liberalen und Demokraten gab es bei der Schaffung der provisorischen Zentralgewalt. Während die Linke aus eigener Machtvollkommenheit des Parlaments für einen dem Parlament verantwortlichen Vollzugsausschuss plädierte, wollte die Rechte nach Vereinbarung mit den Einzelstaaten ein Direktorium einsetzen. Auch die Übertragung der Regierung an den preußischen König wurde vorgeschlagen. Insbesondere Heinrich von Gagern setzte als Kompromiss eine von der Nationalversammlung allein eingesetzte Zentralgewalt, aber mit einem Reichsverweser als monarchischer Spitze durch. Der Wahl von Erzherzog Johann stimmte immerhin ein Drittel der Linken zu. Andere Linke votierten für Gagern.
Inhaltlich spitzte sich der Gegensatz zwischen Liberalen und Demokraten in der Verfassungsdebatte der Frankfurter Nationalversammlung in den Schlagworten konstitutionelle Monarchie oder Republik zu. Aber auch die Demokraten wollten in ihrer Mehrheit nach dem Sieg im März 1848 keine womöglich gewaltsame Revolutionierung, sondern eine Evolution auf friedlichem Weg. Sie suchten auf etwas andere Weise als die Liberalen einen Weg zwischen der Reaktion und der Revolution. Vertreter sozialrevolutionärer Ziele blieben auf kleine Splittergruppen beschränkt. Es gab natürlich auch kompromisslose Republikaner unter den einflussreichen Demokraten. Aber die Mehrheit neigte nach Abwägung der Kräfteverhältnisse schließlich einem Kompromiss etwa in Form ähnlich den heutigen parlamentarischen Monarchien zu. Rudolf Virchow sprach von einem „demokratischen Königtum“ – eine Republik mit erblichen statt gewählten Präsidenten, „d.h. einen König ohne Eigenschaften.“ Ein solcher auf dem Prinzip der Volkssouveränität beruhender Staat hätte auch die Pflicht zu sozialreformerischen Maßnahmen mit dem Ziel des Abbaus der sozialen Ungleichheit. Als neuer Begriff entwickelte sich der der „Social-Demokratie“. Letztlich hatten die sozialen Reformen auch das Ziel, einen gewaltsamen Umsturz der Gesellschaftsordnung zu verhindern. Schließlich setzten die Demokraten in ihrer Mehrheit im Parlament auf einen gewaltlosen aber energischen Reformismus.
Als Folge dieser bei näherem Hinsehen insgesamt realistischen und gemäßigten Haltung konnte es in der Verfassungsdebatte zu Kompromissen zwischen Liberalen und Demokraten kommen. Die Demokraten akzeptierten etwa das preußische Erbkaisertum, während die Liberalen das demokratische Wahlrecht anerkannten. Allerdings kam der Kompromiss zu spät, um auch realpolitisch noch Wirkung zu zeigen. Vielmehr wurde die Einigung bald überlagert durch den Konflikt zwischen Klein- und Großdeutschen. Mit dem Scheitern der Kaiserdeputation war letztlich das Verfassungswerk der Nationalversammlung bereits faktisch gescheitert.
Am 22. Mai 1848 warf der Kölner Politiker Franz Raveaux in der Nationalversammlung die Frage auf, ob das Abgeordnetenmandat der Frankfurter Nationalversammlung mit dem Mandat der preußischen Nationalversammlung vereinbar sei – ohne dass man dies in einem Ausschuss zu beraten hatte. Der Wortlaut hieß: „Die Nationalversammlung solle sich dafür aussprechen, daß denjenigen Mitgliedern aus Preußen, welche zugleich für die Nationalversammlung in Frankfurt a. M. und für den preußischen Reichstag gewählt worden seien, freistehe, beide Wahlen anzunehmen“. Eine zuvor erlassene Anordnung der preußischen Regierung lehnte diese Vereinbarkeit ab. Mit dem Antrag wurde bereits in den ersten Verhandlungstagen der Nationalversammlung die Frage nach der legislativen Entscheidungsmacht der Paulskirchenverfassung gestellt: Durfte die Nationalversammlung Entscheidungen der Regierungen der Einzelstaaten anfechten oder gar aufheben? Ziel des Antrages war es, die Bestimmungen über Verfassungen in den einzelnen Ländern zu redigieren und so in Abhängigkeit von den Grundsätzen, über die in Frankfurt diskutiert wurde, zu bringen. Hiernach sollten die entscheidenden Beschlüsse der Paulskirche vorbehalten bleiben und nicht durch nationale Parlamente durchkreuzt werden können. Als Ergebnis wurde ein Kompromiss erreicht, wonach die Verfassungsgesetzgebung der Nationalversammlung Vorrang vor den Beschlüssen der Einzelstaaten haben sollte, musste sie aber nicht zwingend außer Kraft setzen.
Die meisten Demokraten schlossen sich Anfang 1849 mit dem Pariser Hof zu einer großdeutschen Koalition zusammen. In der Folge waren die meisten Demokraten insbesondere in ihren Hochburgen in Südwestdeutschland großdeutsch gesinnt. Ein Teil der Linken hatte sich durch Zusicherung des allgemeinen und gleichen Wahlrechts für die kleindeutsche Lösung gewinnen lassen. Hier lagen die Wurzeln der späteren Fortschrittspartei.

### Das Ende der Revolution
In Preußen machten die gewaltsame Gegenrevolution und die Aufhebung der Nationalversammlung den linken Beschlüssen ein Ende. Versuche dagegen, mit einer Steuerverweigerungskampagne vorzugehen, scheiterten. Die Liberalen begrüßten daraufhin mehrheitlich die vom König oktroyierte Verfassung. Bei den Wahlen zur neuen zweiten Kammer schnitten die Demokraten aber gut ab. Im Mai 1849 wurde das Dreiklassenwahlrecht eingeführt, was die Demokraten und Linksliberalen stark schwächte.

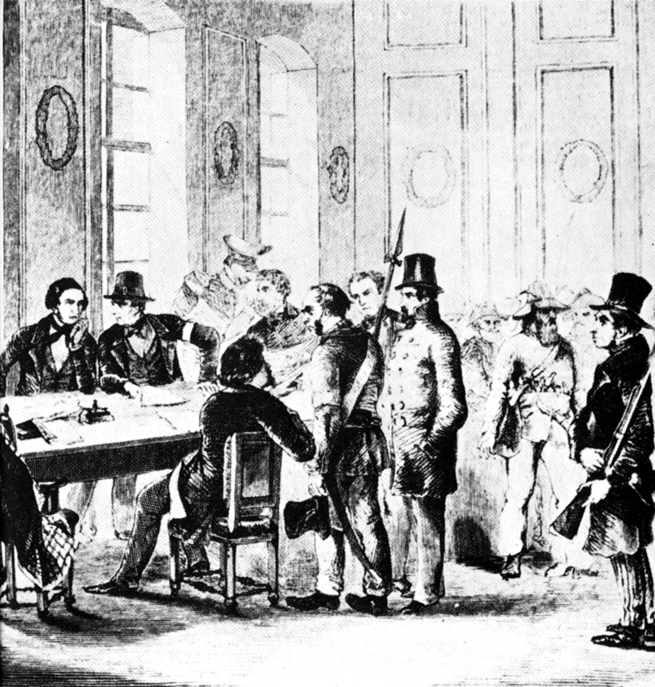
Die provisorische Regierung während des Dresdner Maiaufstandes

Bis Mitte April 1849 hatten zahlreiche deutsche Staaten die Reichsverfassung anerkannt, nicht aber Preußen und Österreich. Vor diesem Hintergrund entwickelte sich die Reichsverfassungskampagne. Es ging dabei nicht um eine zweite Revolution, sondern um die Durchsetzung der Frankfurter Beschlüsse. Dabei spielten die demokratischen Vereine und insbesondere der Centralmärzverein eine zentrale Rolle. An vielen Orten kam es erneut zu Aufständen. Darunter waren der Elberfelder und der Iserlohner Aufstand. In Sachsen war Dresden der Mittelpunkt der Auseinandersetzungen. In der Pfalz wurde im Pfälzischen Aufstand die Republik ausgerufen. Alle diese Bewegungen wurden vom Militär rasch niedergeschlagen. Am gefährlichsten war die Situation in Baden als zweite Badische Revolution. Dort knüpfte die Bewegung an die Aufstände zu Beginn der Revolution an und verband sich mit einer Meuterei der Soldaten. Eine provisorische Regierung unter Lorenz Brentano bildete sich, die sich in der neuen verfassungsgebenden Versammlung auf eine Mehrheit von Demokraten und Republikanern stützen konnte. Aber auch diese Bewegung wurde von den preußischen Truppen mit aller Härte niedergeschlagen.
Anders als viele Gemäßigte und Rechte blieben die linken Abgeordneten auch nach dem faktischen Scheitern der Verfassungsgebung in Frankfurt und im Stuttgarter Rumpfparlament. Daher hatten sie zeitweise die Mehrheit und konnten Beschlüsse in ihrem Sinn durchsetzen. Allerdings endete dies mit der Sprengung des Rumpfparlaments durch württembergische Truppen im Juni 1849.

## Nach der Revolution
Die Demokraten waren in besonderem Maße von den politischen Verfolgungen der Reaktionszeit betroffen. Dadurch wurde diese politische Richtung stark geschwächt. In unterschiedlicher Weise wirkten die Traditionen der Demokratischen Bewegung teilweise in anderen politischen Zusammenhängen weiter.

### Preußen
In Preußen traten zudem die Demokraten aus Protest gegen das Dreiklassenwahlrecht für ungefähr zehn Jahre nicht mehr zu Wahlen zum preußischen Abgeordnetenhaus an. Erst zu Beginn der neuen Ära ab 1858 beteiligten sich zunächst noch vereinzelt die Demokraten wieder an den Wahlen. Die meisten von den gewählten Linken schlossen sich der Fraktion Vincke an. Aus deren linken Flügel ging schließlich die Fortschrittspartei hervor, deren Programm allerdings nur Teile demokratischen Gedankenguts enthielt.

### Südwestdeutschland

Karl Mayer (1819–1889) war eine der maßgeblichen Persönlichkeiten der Demokratischen Volkspartei

Während es in Preußen zunächst mit der Fortschrittspartei eine auch die Demokraten einschließende linksliberale Partei gab, spaltete sich der Liberalismus in Württemberg recht früh. Die Linke sammelte sich als Demokratische Volkspartei unter maßgeblichen Einfluss von Karl Mayer. Die Partei war republikanisch eingestellt, ohne aber die Monarchie stürzen zu wollen. Sie war föderalistisch eingestellt und sozialen Reformen gegenüber aufgeschlossen. Seit 1866 verfügte die Partei über eine feste Organisation mit lokalen Vereinen, einem Statut und einem koordinierenden Zentralkomitee. Bis 1869 konnte sich die Partei als Deutsche Volkspartei auf ganz Süddeutschland ausdehnen.

### Sozialdemokratische Arbeiterbewegung
In der Tradition der Demokraten standen teilweise auch der Vereinstag Deutscher Arbeitervereine und die Sächsische Volkspartei. Aus diesen entstand mit Anhängern des ADAV die Sozialdemokratische Arbeiterpartei Deutschlands. Diese verband Traditionen des alten bürgerlichen Radikalismus mit marxistischen Ideen und war ein Vorläufer der heutigen SPD.